# Джона Хекс
„Джона Хекс“ (на английски: Jonah Hex) е американски уестърн супергеройски филм от 2010 г., базиран на едноименния герой на Ди Си Комикс. Режисьор е Джими Хейуорд (в неговия режисьорски дебют в игрален филм), по сценарий на Неделвайн и Тейлър, във филма участват Джош Бролин, Джон Малкович, Меган Фокс, Майкъл Фасбендър, Уил Арнет, Майкъл Шанън и Уес Бентли.
Продуциран от Legendary Pictures, Mad Chance Productions на Андрю Лазар, Weed Road Pictures на Акива Голдсман, филмът е пуснат на 18 юни 2010 г. от Warner Bros. Pictures.